# Vidia Ioga

Tridente usado como um dos símbolos do Vidya Yoga. O trishula é a arma de Shiva, o destruidor, e representa os três caminhos: negro (esquerda), branco (direita) e cinza (caminho do meio), sobreposto às três faixas horizontais, que são a marca do próprio tridente, representando Shiva (masculino) e o ponto representando Shakti (feminino), indicando uma linha tântrica

Predefinição:Em-desenvolvimento

## A Queda da Organização Vidia Ioga
A Queda da Organização Vidia Ioga refere-se à desarticulação da entidade espiritualista conhecida como Vidia Ioga, após a prisão de seu fundador, Uberto Afonso Albuquerque da Gama, em 11 de abril de 2025. A operação foi conduzida pelo Ministério Público do Estado do Paraná (MPPR), com apoio de outras forças de segurança.
Uberto foi detido por suspeita de violência e abuso sexual, e além da prisão, foram cumpridos mandados de busca e apreensão em vários endereços ligados à organização, incluindo uma chácara localizada no município de Quatro Barras, no estado do Paraná. No local, autoridades encontraram documentos, equipamentos eletrônicos e um arsenal de armas e muitas munições.
A promotora do caso no MPPR, Dra. Tarsila Santos Teixeira, informou que o processo de investigação já vinha sendo desenvolvido há meses, com depoimentos de ex-integrantes da organização.
A maioria dos membros começou a abandonar a Vidia Ioga no final do ano de 2024, após denúncias internas começarem a surgir, mas haviam indícios a muitos anos. Entre as práticas denunciadas estavam casamentos arranjados, manipulação psicológica e coerção espiritual.
No dia 30 de junho de 2025, o Ministério Público do Estado do Paraná (MP-PR) apresentou uma nova denúncia contra Uberto Afonso Albuquerque da Gama, fundador da Organização Vidia Ioga. A denúncia, protocolada em 30 de junho, amplia as acusações para 20 fatos criminosos envolvendo 16 vítimas, incluindo quatro casos de estupro de vulnerável, sendo três deles contra menores de 14 anos na época dos abusos.
De acordo com a promotoria, os crimes atribuídos ao acusado incluem:
- 1 caso de tortura psicológica;
- 12 casos de violação sexual mediante fraude;
- 3 casos de violência psicológica contra a mulher;
- 4 casos de estupro de vulnerável.

A promotora responsável pelo caso informou que as investigações prosseguem para uma terceira fase, com novas vítimas identificadas e medidas cautelares em andamento, incluindo a produção antecipada de provas relacionadas a vítimas menores de 18 anos.
Além disso, o Ministério Público obteve o bloqueio de bens do acusado no valor de R$ 2 milhões, bem como de dois veículos, que poderão ser utilizados para indenizações às vítimas.

## O Vidya Yoga Sádhana
O Vidya Yoga Sádhana é o ritual iniciático da Filosofia Sagrada Vidya Yoga.
A prática do Vidya Yoga tem benefícios nos sete corpos humanos (físico, energético, mental, emocional, mental superior, intuitivo, espiritual). No início os benefícios mais imediatos são relaxamento geral e bem-estar físico. Depois, com o praticante aprendendo a interiorizar, começa a perceber os aspectos relacionados com a mente, com sentimentos e comportamento. Os próximos aspectos a serem percebidos estão relacionados com emoções e com aspectos filosóficos. E finalmente, o último passo a ser dado é o samádhi, o despertar da Consciência.

### Partes do Vidya Yoga Sadhana[4]
O Sádhana tradicional é composto por partes (anga), sendo que as técnicas utilizadas em cada anga variam a cada dia, de acordo com as necessidades dos praticantes.
Interiorização inicial
Mantra: "instrumento do pensamento". São sons iniciáticos com efeitos nos planos físico e astral.
Puja, do sânscrito, "saudação com respeito". Técnica de transmissão de energia para pessoas e ambientes. Nesta parte se estabelece uma conexão com a egrégora do Vidya Yoga.
Pranayama: domínio e expansão do prana (energia vital) através de técnicas respiratórias. São obtidos diversos benefícios, como reeducação respiratória, expansão da capacidade pulmonar, distribuição e equilíbrio do prana. Além de pranaiamas, neste anga são realizados bandas.
Ásana: posições psico-físicas que induzem a um estado de interiorização e concentração. Nesta parte o praticante amplia o contato com o seu próprio corpo e, através da interiorização, percebe melhor sua respiração, seu coração, seus músculos, e as reações mentais e emocionais a cada estímulo, gerando um estado de autoconsciência física, mental e emocional. Fortalece o corpo, deixando-o também mais flexível e alongado, tonifica os órgãos internos, amplia os sentidos, alinha a coluna vertebral, melhora a circulação, além de outros benefícios como ampliar a autoconfiança, firmeza, criatividade, coragem, equilíbrio hormonal, paciência, diminuição da ansiedade, etc.
Yoganidra: relaxamento consciente e profundo (físico, mental e emocional). Inicia-se com o rodízio de conscientização corporal (cada parte do corpo é relaxada, sem movimentos), depois são desenvolvidas sensações e visualizações, eliminando sobrecargas e tensões do sistema nervoso (mental e emocional). Neste anga acontece o reequilíbrio do corpo energético, regeneração celular, trazendo ao praticante a sensação de ter tido um longo período de descanso.
SamyanaDhárana, Dhyána e Samádhi
São técnicas de abstração dos sentidos, concentração, meditação e dilatação da Consciência. Parte final do Sádhana, onde o praticante desenvolve-se por meio de degraus, primeiro aprende a concentrar sua mente em só ponto (amplia a concentração no dia-a-dia, diminui a dispersão e ansiedade), depois, aprofundando-se mais, atinge a meditação, onde transcende a sua mente pensante, obtendo consciência espiritual, podendo atingir a iluminação da Consciência. Nesta parte da prática são utilizados mantras, visualizações, mentalizações etc. Os inúmeros benefícios do Samiama são comprovados pela ciência e recomendado por médicos, empresários e governos.

### Técnicas e conhecimentos utilizados durante o Sadana
Fisiologia Energética é o estudo dos processos sutis que ocorrem em nosso corpo. Durante o Sadana o praticante é estimulado a sentir estes processos e toma consciência de seu campo energético, nadis (canais de energia), chacras, Cundaliní, Prana, etc.
Mudrás: gestos com mãos, pés, olhos e corpo, que trabalham a polaridade do corpo (eletromagnetismo) direcionando a energia. e da consciência, em conjunto com as outras técnicas utilizadas na prática.
Kriyas são técnicas purificatórias para o corpo, a mente e a emoção. Alguns são feitos durante o sadana, como técnicas respiratórias e Nauli Cria. Os crias úmidos (com água) são realizados em vivências específicas, tais como purificação das fossas nasais, do estômago e outros.
Sânscrito: a língua antiga da Índia é preservada para a nomenclatura das técnicas, mantendo a cultura rixi, originalidade das técnicas e o acesso à egrégora.
Yantra são símbolos iniciáticos que representam e expressam nossa vida interior, usados principalmente em Samiama e Ioganidra.

## A Codificação Contemporânea[5]
O Vidya Yoga possui a estrutura de toda a sua codificação no Gama Yama Samhitá, também conhecido como Ghandarva Vidya ou Gandharva Veda. Os Ghandarvas eram, simbolicamente, os "reveladores celestes" da antiga Índia, o período pré-clássico. Os Gandarvas revelavam todas as verdades materiais e a Verdade Divina para o conhecimento da Vida nesta dimensão são em que vivemos.
Além disso, o Vidya Yoga reconhece a autoridade mundial dos Yoga Sutra, a famosa coleção dos aforismos do Ioga de Shri Maharishi Patanjali, como um magnífico tratado de filosofia e técnica do Yoga Antigo, seguindo-o como um dos livros básicos para o conhecimento da sua linha.
Em sua codificação contemporânea, mantém a estrutura antiga ditada por Shiva pela transmissão iniciática (parampará). Apenas acrescentou uma ordem à estrutura (Vidya), a qual se apresenta dividida em seis partes:
1- Raja Vidya - Estrutura filosófica e científica
2- Maha Vidya - Estrutura iniciática das linhas
3- Guhya Vidya - Ciência Yogi
4- Yodha Vidya - Conhecimento do Guerreiro
5- Dasashta Diksha Gupta Vidya -18 iniciações secretas
6- Chikitsa Vidya Shastra - Tratado de medicina antiga iogue
1 - RAJA VIDYA - Estrutura filosófica e científica
| Samkhya     |  |  | Filosofia de pensamento     |
| Tantra      |  |  | Filosofia de comportamento  |
| Hatha Vidya |  |  | Ciência da respiração       |
| Bhuta Vidya |  |  | Ciência do mundo espiritual |
| Rajadiksha  |  |  | Iniciações                  |

2- MAHA VIDYA - Estrutura iniciática das linhas
| Karma Yoga  |  |  | Yoga da Ação                  |
| Asana Yoga  |  |  | Yoga do Físico                |
| Yantra Yoga |  |  | Yoga dos Símbolos Iniciáticos |
| Kriya Yoga  |  |  | Yoga da Purificação           |
| Mantra Yoga |  |  | Yoga do Som Iniciático        |
| Yogadiksha  |  |  | Iniciações                    |

3- GUHYA VIDYA - Ciência yogi
| Vidya Mantrã    |  |  | Mantra do Vidya Yoga |
| Ayurswarachakra |  |  | Biorritmologia Yogi  |
| Swadhyáya       |  |  | Auto-estudo          |
| Mantradiksha    |  |  | Iniciações           |

4- YODHA VIDYA - Conhecimento do Guerreiro
| Dhyana Yukta |  |  | Meditação do guerreiro |
| Yodhanayama  |  |  | Domínio do guerreiro   |
| Vajraupásana |  |  | Técnica do guerreiro   |

5- DASASHTA DIKSHA GUPTA VIDYA -18 iniciações secretas
| Pranavadiksha           |  |  | Iniciação ao OM                                          |
| Swamantradiksha         |  |  | Mantra próprio                                           |
| Karma Vidya             |  |  | Estudo do Karma Geral e Coletivo                         |
| Swakarmadiksha          |  |  | Estudo do Karma Individual                               |
| Gupta Sharvayanadiksha  |  |  | Estudo da Magia                                          |
| Ekadasi Pranayamadiksha |  |  | Prática de 11 dias com Pranaiama Iniciático              |
| Shapta Margadiksha      |  |  | Prática sexual tântrica (7 graus)                        |
| Chakra Margadiksha      |  |  | Desenvolvimento dos chacras (abertura e desenvolvimento) |
| Yantradiksha            |  |  | Simbologia e onirologia                                  |
| Kripadiksha             |  |  | Toque do Mestre e iniciações                             |
| Nyasa Margadiksha       |  |  | Identificações internas                                  |
| Namadiksha              |  |  | Nome iniciático                                          |
| Maunadiksha             |  |  | Jejum, sadana e silêncio                                 |
| Shankalpa Margadiksha   |  |  | Prática iniciática reservada aos avançados               |
| Oghadiksha              |  |  | Iniciação à Ordem Vidya Yoga                             |
| Vidya Mudrádiksha       |  |  | Técnicas secretas                                        |
| Linga Shariradiksha     |  |  | Projeção do corpo astral                                 |
| Achtar Vidyadiksha      |  |  | Técnicas de magia Shaiva                                 |

6- CHIKITSA VIDYA SHASTRA - Tratado de medicina antiga yogi
| Ayurvêda            |  |  | Medicina tradicional indiana                                  |
| Ayurswarachakra     |  |  | Biorritemologia iogue (Físico, Mental, Emocional, Espiritual) |
| Yantra Yanachikitsa |  |  | Símbolos secretos terapêuticos                                |
| Chikitsahastha      |  |  | Terapia manual, Polarização, Energética, Quiropraxia Indiana  |
| Yogachikitsa        |  |  | Iogaterapia                                                   |
| Gandhachikitsa      |  |  | Aromaterapia                                                  |
| Varnachikitsa       |  |  | Cromoterapia                                                  |
| Rasayanachikitsa    |  |  | Cristalogia                                                   |
| Kerálachikitsa      |  |  | Massagem Indiana Kerala                                       |
| Nadíchikitsa        |  |  | Pulsologia Radial e Fisiognomonia                             |
| Chakrachikitsa      |  |  | Terapia dos Chacras                                           |
| Chikitsadikshas     |  |  | Terapias/Iniciação                                            |

## Missão Filosófica Espiritual
Segundo os estatutos da Ordem Filosófica Mundial Vidya Yoga Ashram, sua missão é:
"Satisfazer da melhor forma possível às necessidades e desejos dos praticantes, seguidores, missionários e discípulos, gerando equilíbrio físico, mental, emocional e espiritual possibilitando o cumprimento de todas as etapas da vida (Purusharthas), e oferecendo uma segurança íntima para a expansão da consciência através do Hinduísmo e da Cultura Raja Vidya Yogarishi em todos os níveis objetivando, finalmente, alcançar a evolução espiritual, cuja meta humana é a libertação final (Moksha) em vida." 
A Ordem Filosófica Mundial Vidya Yoga Ashram já formou centenas instrutores, algumas dezenas de professores e alguns poucos mestres, e nenhum swami até o momento. Sua missão continua firme e bem sólida.
Em 2009 houve uma saída de vários instrutores da organização devido a conflitos internos e discordâncias diversas. Da mesma forma em novembro de 2024 ocorreu novamente a saída vários instrutores, devotos e participantes. 
Em 2025 o site oficial foi retirado do ar, assim como todas as midias sociais da organização. 